# Joe Hunter (Musiker)
Joseph Edward Hunter (* 19. November 1927 in Jackson, Tennessee, USA; † 2. Februar 2007 in Detroit, Michigan, USA) war ein US-amerikanischer Musiker (Keyboards). Er war von 1959 bis 1964 Mitglied der Motown-Studioband The Funk Brothers, mit der er drei Grammys gewann.

## Biografie
Hunter wurde in Jackson, Tennessee, als Sohn von Vada Idona Hunter und John G. Hunter geboren. Seine Mutter war Klavierlehrerin und er begann schon in jungen Jahren Klavier zu spielen. Im Alter von 11 Jahren zog er mit seiner Familie nach Detroit. Er begann ein Jurastudium an der University of Detroit, bevor er 1949 zur Armee eingezogen wurde. Dort spielte er zusammen mit dem Pianisten Dwike Mitchell und dem Schlagzeuger Elvin Jones in der Jazzband und lernte auch seinen künftigen Kollegen Earl Van Dyke kennen. Zurück in Detroit spielte er in der Kirche und in Jazzclubs und tourte mit The Midnighters.
1958 wurde er von Motown Records, einem damals neu gegründeten Label, rekrutiert. Er leitete die Studioband des Plattenlabels, The Funk Brothers, und war maßgeblich an der Rekrutierung vieler ihrer Musiker beteiligt, darunter James Jamerson und später Earl Van Dyke. Während seiner Zeit bei Motown trat er bei vielen Hits des Labels auf, darunter Pride and Joy von Marvin Gaye, Heat Wave und Come and Get These Memories von Martha and the Vandellas, Do You Love Me von The Contours und Way Over There und Shop Around von The Miracles.
Er verließ Motown 1964 und verfolgte eine Karriere als freiberuflicher Arrangeur und Musiker. Er produzierte und arrangierte weiterhin für verschiedene Künstler. Er arbeitete mit den Plattenlabels Golden World und Fortune sowie Künstlern wie Bobby „Blue“ Bland, Edwin Starr und anderen.
1996 veröffentlichte er seine Autobiografie mit dem Titel Musicians, Motown, and Myself: The Dawn of a New Sound. Im Jahr 2002 waren die Funk Brothers, darunter Hunter, im Dokumentarfilm Standing in the Shadows of Motown zu sehen. Der Film beleuchtete den Beitrag der Motown-Session-Musiker zum Erfolg und zur musikalischen Produktion des Labels. Der Soundtrack des Films gewann zwei Grammys und die Funk Brothers erhielten 2004 einen Grammy für ihr Lebenswerk. Nach dem Erfolg des Films tourten mehrere der überlebenden Funk Brothers, darunter Hunter, einige Jahre als Musikgruppe.
In seinen späteren Jahren trat Hunter weiterhin als Musiker im Raum Detroit auf. Er starb am 2. Februar 2007 im Alter von 79 Jahren.